# Deep Cuts, Volume 3 (1984–1995)
Deep Cuts, Volume 1 (1984–1995) é uma coletânea da banda britânica de rock Queen, lançada em setembro de 2011. Diferentemente de outras compilações da banda, Deep Cuts procura resgatar músicas de pouco sucesso da banda em um único álbum. Abrangendo os álbuns The Works, A Kind of Magic, The Miracle, Innuendo e Made in Heaven, a seleção foi feita por Brian May e Roger Taylor.

## Faixas
| N.º | Título                                                     | Compositor(es)               | Duração |  |
| 1.  | "Made in Heaven" (de Made in Heaven, 1995)                 | Freddie Mercury              | 5:27    |  |
| 2.  | "Machines (Or 'Back to Humans')" (de The Works, 1984)      | Brian May, Roger Taylor      | 5:07    |  |
| 3.  | "Don't Try So Hard" (de Innuendo, 1991)                    | Queen (Mercury)              | 3:40    |  |
| 4.  | "Tear It Up" (de The Works, 1984)                          | May                          | 3:24    |  |
| 5.  | "I Was Born to Love You" (de Made in Heaven, 1995)         | Mercury                      | 4:50    |  |
| 6.  | "A Winter's Tale" (de Made in Heaven, 1995)                | Queen (Mercury)              | 3:52    |  |
| 7.  | "Ride the Wild Wind" (de Innuendo, 1991)                   | Queen (Taylor)               | 4:43    |  |
| 8.  | "Bijou" (de Innuendo, 1991)                                | Queen (Mercury, May)         | 3:37    |  |
| 9.  | "Was It All Worth It" (de The Miracle, 1989)               | Queen (Mercury)              | 5:45    |  |
| 10. | "One Year of Love" (de A Kind of Magic, 1986)              | John Deacon                  | 4:27    |  |
| 11. | "Khashoggi's Ship" (de The Miracle, 1989)                  | Queen (Mercury)              | 2:52    |  |
| 12. | "Is This The World We Created...?" (de The Works, 1984)    | Mercury, May                 | 2:12    |  |
| 13. | "The Hitman" (de Innuendo, 1991)                           | Queen (Mercury, May, Deacon) | 4:56    |  |
| 14. | "It's A Beautiful Day (Reprise)" (de Made in Heaven, 1995) | Queen (Mercury)              | 3:21    |  |
| 15. | "Mother Love" (de Made in Heaven, 1995)                    | Mercury, May                 | 4:48    |  |